# Бокітько Володимир Михайлович
Володимир Михайлович Бокітько (14 січня 1883; Миргород — пом. ?) — підполковник Армії УНР.

## Життєпис
Народився у м. Миргород. Закінчив приватну гімназію.

## На службіРІА
1 січня 1900 р. був покликаний на військову службу, закінчив військове училище (1905), інженерний клас при Головному інженерному управлінні. З 1910 р — підпоручик, перебував у розпорядженні окружного інженерного управління Віленського військового округу. Близько 3-х років працював інженером на будівництві Бобруйської фортеці. З 1914 р. — місцевий інженер управління Віленського та Мінського військових округів.

## На службі УНР
З 1 серпня 1918 р. — на українській військовій службі: інженер для доручень Головного інженерного управління Військового міністерства Української Держави, згодом — Військового міністерства УНР.
3 1 лютого 1920 р. — дивізійний інженер 2-ї (згодом 6-ї) дивізії, командир 6-ї технічної сотні Армії УНР. З 23 травня 1920 р. — командир 6-го технічного куреня  6-ї Січової стрілецької дивізії Армії УНР.
Після 1923 р. жив на еміграції у Каліші. Подальша доля невідома.